# Игнатиус, Дэвид
Дэвид Рейнольдс Игнатиус (англ. David Reynolds Ignatius; 26 мая 1950), американский журналист и писатель армянского происхождения. Колумнист «Вашингтон Пост». По его роману «Совокупность лжи» снят одноимённый драматический боевик режиссёра Ридли Скотта.

## Инцидент в Давосе
В январе 2009 года получил широкую огласку инцидент на Всемирном экономическом форуме в Давосе, где Дэвид Игнатиус, будучи модератором дискуссии Шимона Переса с Реджепом Тайипом Эрдоганом, прервал эмоциональную речь турецкого премьер-министра, сославшись на необходимость соблюдения регламента. Эрдоган в ответ посетовал, что президенту Израиля предоставили для выступления 25 минут, а ему дали значительно меньше. Турецкий премьер попросил Дэвида Игнатиуса позволить ему выступить еще раз, на что тот отвёл ему одну минуту. Продолжив обвинять Переса, Эрдоган, в частности, сказал: «Я очень сожалею, что люди аплодировали сегодня вашим словам. Ведь в Газе погибло много людей. И я думаю, что это неправильно и совсем негуманно». На это Игнатиус отметил: «Мы не можем начать обсуждение ещё раз. Нам просто не хватает времени». Эрдоган попросил: «Пожалуйста, позвольте мне закончить». На что Игнатиус сказал: «Нам действительно нужно, чтобы люди пообедали». После этих слов Эрдоган встал и со словами «Большое спасибо. Спасибо. Большое спасибо. Я не думаю, что после этого вернусь в Давос», вышел из зала.
Инцидент приобрёл особую пикантность после того, как выяснилось, что модератор дискуссии Дэвид Игнатиус — армянин. Об этом он сам писал в статье в «Вашингтон Пост» 14 октября 2007 года: «Я — американский армянин, и некоторые из моих родственников погибли во время геноцида».